# Comisión Para los Mamíferos Marinos del Atlántico Norte
La Comisión Para los Mamíferos Marinos del Atlántico Norte (del inglés North Atlantic Marine Mammal Commission (NAMMCO) es un organismo internacional de cooperación para la conservación, regulación y estudio de los mamíferos marinos en el Atlántico Norte.
Fue fundado en 1992 por actuales miembros: Noruega, Islandia, Groenlandia, y las Islas Feroe. La organización fue constituida a raíz del desacuerdo de estos países con las regulaciones para los cetáceos y otros mamíferos marinos impuestas por la Comisión Ballenera Internacional (IWC). La NAMMCO cree que la caza de ballenas podría ser más extensiva que la permitida actualmente por los moratorios de la IWC para las especies grandes de cetáceo, salvo algunas excepciones.
Los países en contra de la caza, como el Reino Unido, no reconocen la NAMMCO como el organismo regulador de las poblaciones de cetáceos en el Atlántico Norte y se rigen por las dispociciones de la IWC.

## Historia y estructura
La NAMMCO fue fundada en Nuuk, Groenlandia el 9 de abril de 1992 por los signatarios del Acuerdo de Cooperación en Investigación, Conservación y Manejo de Mamíferos Marinos en el Atlántico Norte (del inglés Agreement on Cooperation in Research, Conservation and Management of Marine Mammals in the North Atlantic). El Acuerdo entró en vigencia el 7 de julio de 1992 y era en sí mismo el producto de un Memorando de Entendimiento firmado en Tromsø en 1990 entre los gobiernos de Noruega e Islandia y los gobiernos autónomos de Islas Feroe y Groenlandia. El propósito de la organización se establece en el artículo 2 del acuerdo
La comisión tiene tres componente. El consejo es la división que toma las decisiones de la comisión, atiende solicitudes, emprende acciones, asesora desde sus comisiones de gestión que hacen propuestas para el manejo de las poblaciones de mamíferos marinos en la región, y desde el comité científico que analiza las publicaciones científicas y lleva a cabo sus propias investigaciones.
La comisión también realiza talleres y foros dedicados a los métodos de caza y los asuntos ambientales.